# 평행축 정리
고전역학에서 평행축 정리(平行軸定理, parallel-axis theorem)란 서로 평행한 두 회전축에 대한 관성 모멘트들 사이의 관계에 대한 정리다. 이 정리를 써서, 한 축에서의 관성 모멘트를 알면 이와 평행한 임의의 축에서의 관성 모멘트를 구할 수 있다.

## 스칼라 관성 모멘트에 대한 평행축 정리
{\displaystyle I_{\textrm {cm}}}를 질량중심을 통과하는 축에 대한 관성모멘트라 하고, 이 축에서 거리 {\displaystyle d}만큼 평행이동된 축에 대한 새로운 관성모멘트를 {\displaystyle I}, 강체의 질량을 {\displaystyle m}이라 하자. 이 때, 스칼라 관성모멘트에 대한 평행축 정리는 다음과 같다.
{\displaystyle I=I_{\textrm {cm}}+md^{2}}

### 증명
먼저 두 회전축은 모두 z축에 평행하다고 하자. 이 때, {\displaystyle I_{\textrm {cm}}}는 다음과 같이 나타낼 수 있다.
{\displaystyle I_{\textrm {cm}}=\sum _{i}m_{i}\left(x_{i}^{2}+y_{i}^{2}\right)}
질량 중심을 직교좌표계의 중심으로 놓고 xy평면 상에서 새로운 회전축의 좌표를 {\displaystyle (a,b)}라 놓으면 피타고라스의 정리에 의해
{\displaystyle d^{2}=a^{2}+b^{2}}
이 되고, 새로운 관성 모멘트 {\displaystyle I}는
{\displaystyle I=\sum _{i}m_{i}\left[(x_{i}-a)^{2}+(y_{i}-b)^{2}\right]}
이 된다. 3차원 물체의 경우, 위 두 관성 모멘트의 식에서 z에 대한 항이 나오지는 않지만 강체 전체의 관성 모멘트를 구하기 위해선 질량항과 합에서 이를 고려해야 함에 유의하자. 이제 위 식을 전개해보자.
{\displaystyle I=\sum _{i}m_{i}\left(x_{i}^{2}+y_{i}^{2}\right)-2a\sum _{i}m_{i}x_{i}-2b\sum _{i}m_{i}y_{i}+\left(a^{2}+b^{2}\right)\sum _{i}m_{i}}
이 식의 첫 번째 항은 {\displaystyle I_{\textrm {cm}}}에 해당하는 항이다. 두 번째 항과 세 번째 항의 경우, 원점을 질량중심으로 잡았기 때문에 0이 된다. 마지막 항의 합은 질량들을 전부 합한 것이므로 {\displaystyle m}이 된다. 따라서 아래의 평행축 정리를 얻는다.
{\displaystyle I=I_{\textrm {cm}}+md^{2}}
점입자가 아닌 커다란 강체에 대해서도 시그마를 인테그랄로, 질량을 질량무한소로 바꾸면 똑같은 결과를 얻을 수 있다.

## 관성 모멘트 텐서에 대한 평행축 정리
관성 모멘트 텐서에 대한 평행축 정리도 위와 약간 유사하지만 조금 다른 형태를 가지고 있다. 질량 중심을 지나는 축에 대한 관성 모멘트 텐서를 {\displaystyle \mathbf {I} }, 새로운 관성 모멘트 텐서를 {\displaystyle \mathbf {I} '}이라 하면 직교좌표계에서 이들의 성분에 대한 평행축 정리는 다음과 같다.
{\displaystyle I'_{ij}=I_{ij}+m(a^{2}\delta _{ij}-a_{i}a_{j})}
여기서 {\displaystyle \mathbf {a} }는 질량 중심으로부터 새로운 축을 가리키는 벡터이고 {\displaystyle \delta _{ij}}는 크로네커 델타이다.

### 증명
스칼라 관성 모멘트의 경우와 마찬가지로 질량 중심에 대한 회전축과 새로운 회전축이 평행하다 가정하고, 좌표로 이를 표현했을 때, 질량중심을 기준으로 하는 원래 좌표 {\displaystyle O}로부터 {\displaystyle \mathbf {a} }만큼 평행이동한 새로운 좌표 {\displaystyle O'}, 즉, 새로운 좌표의 원점이 질량중심을 기준으로 한 좌표의 원점으로부터 {\displaystyle \mathbf {a} }만큼 이동된 곳에 원점을 두는 좌표라 하자. 이 때, 직교좌표계로 표현되는 새로운 좌표에서의 관성모멘트 텐서의 성분은 다음과 같다.
{\displaystyle I'_{ij}=\sum _{n}m_{n}\left(|\mathbf {r} '_{n}|^{2}\delta _{ij}-r'_{ni}r'_{nj}\right)}
여기서 {\displaystyle n}는 입자를 가리키는 지표, {\displaystyle i}와 {\displaystyle j}는 좌표의 성분을 나타내는 지표이다. 여기에
{\displaystyle \mathbf {r} '_{n}=\mathbf {r} _{n}-\mathbf {a} }
를 대입하면
{\displaystyle I'_{ij}=\sum _{n}m_{n}\left[|\mathbf {r} _{n}-\mathbf {a} |^{2}\delta _{ij}-\left(r_{ni}-a_{i}\right)\left(r_{nj}-a_{j}\right)\right]}
조금 복잡하지만 이를 전개하면
{\displaystyle I'_{ij}=\sum _{n}m_{n}\left[\left(|\mathbf {r} _{n}|^{2}-2\mathbf {r} _{n}\cdot \mathbf {a} +|\mathbf {a} |^{2}\right)\delta _{ij}-\left(r_{ni}r_{nj}-r_{ni}a_{j}-r_{nj}a_{i}+a_{i}a_{j}\right)\right]}
항이 많지만, {\displaystyle \mathbf {a} }는 상수이고, {\displaystyle O}는 질량중심이 원점인 좌표이므로 {\displaystyle i}에 관계없이
{\displaystyle \sum _{n}m_{n}r_{ni}=0}
임을 활용하면 두 번째, 다섯 번째, 여섯 번째 항이 사라지고 몇 개의 항만이 남는다.
{\displaystyle I'_{ij}=\sum _{n}m_{n}\left[\left(|\mathbf {r} _{n}|^{2}+|\mathbf {a} |^{2}\right)\delta _{ij}-\left(r_{ni}r_{nj}+a_{i}a_{j}\right)\right]}
{\displaystyle \mathbf {r} }은 {\displaystyle \mathbf {r} }끼리, {\displaystyle \mathbf {a} }는 {\displaystyle \mathbf {a} }끼리 정리하면
{\displaystyle I'_{ij}=\sum _{n}m_{n}\left(|\mathbf {r} _{n}|^{2}\delta _{ij}-r_{ni}r_{nj}\right)+\sum _{n}m_{n}\left(|\mathbf {a} |^{2}\delta _{ij}-a_{i}a_{j}\right)}
을 얻는다. 여기서 첫 번째 합의 경우, {\displaystyle I_{ij}}가 되고 두 번째 항의 경우 {\displaystyle \mathbf {a} }는 {\displaystyle n}과 관계없는 벡터이기 때문에 {\displaystyle m_{n}}에 대한 합만이 되어 이부분은 전체 질량이 된다. 따라서 아래의 관성 모멘트 텐서에 대한 평행축 정리를 얻는다.
{\displaystyle I'_{ij}=I_{ij}+m(a^{2}\delta _{ij}-a_{i}a_{j})}

## 같이 보기
- 크리스티안 하위헌스
- 야코프 슈타이너
- 관성 모멘트
- 수직축 정리

## 참고 문헌
- Hugh D. Young; Roger A. Freedman (2004). 〈9.5 Parallel-Axis Theorem〉. 《Sears and Zemansky's University Physics: with Modern Physics》 11판. Addison Wesley. p. 345-6쪽.
- 문희태(2006), 『개정판 고전역학』, 서울 : 서울대학교출판부, 233-4쪽.
- Eric Weisstein. “Parallel Axis Theorem”. 《Eric Weisstein's World of Physics》. 2008년 8월 18일에 확인함.